# 民事調停
民事調停（みんじちょうてい）とは調停の一種であり、ADR (裁判外紛争解決手続) のひとつ。通常簡易裁判所で行われ非公開。各種リーフレットやトラブルの形に応じた定型申立書が用意されており、法律に詳しくない者でも利用しやすい。解決までにかかる期間も裁判より短く、申し立て手数料も訴訟に比べ約半額程度と低く設定されている。

## 概要
管轄の簡易裁判所又は地方裁判所へ申し立てて行うが、裁判官が双方の言い分を聞き、証拠を調べた上で法律に照らしてどちらの言い分が正しいかを決める訴訟とは異なり、調停は当事者同士の裁判所での話し合いと合意によって紛争の解決を図る手続である。債務の弁済が困難となった場合の経済的再生の目的で申し立てる「特定調停」という制度も存在する。調停が成立するとその合意は訴訟の判決と同じ効力を持つ。
裁判官一人と民事調停委員（一般人）二人が調停委員会を組織して行われる。但し場合によっては裁判官のみで行われる場合もある。調停委員は最高裁判所が任命する非常勤の公務員である（民事調停法8条）。民事調停委員は、弁護士となる資格・専門的知識経験を有する者のほか、医学や建築といった専門的知識が必要とされる紛争において、それらの専門的知識を有する者が意見を述べることがある。
調停では訴訟と違って判決のようなものはないので、双方が合意に達しなければ解決はしない。調停で解決しないと思われる場合又は調停開始後合意は難しいと思われる場合は、裁判所側が「調停に変わる決定」を出す事があるが、この決定は2週間以内にどちらかが異議を申し立てると効力を失う。それでもなお解決したい場合は他の法的手段をすることになる。民事調停で合意した内容は調停調書に記載され、判決と同じ効力を有する。調書に基づいて強制執行を行うこともできる。

## 申立
原則として、相手方の住所のある地区の裁判を受け持つ簡易裁判所に申し立てるほか、事件の性質により例外もある。申立書の書式は各裁判所の窓口にも備え付けられている。特別の法律知識は必要なく、手続も簡易であり弁護士を利用しなくとも行うことができる。

## 付調停
医事、建築関係、賃料の増減、近隣公害など専門的知識経験を要する事件では、医師、建築士、不動産鑑定士等の専門家の調停委員が関与することで早期の解決を図ることが可能であることから、訴訟を提起した場合でもこれら専門的知見を有する調停委員の活用するために、事件が調停に移されることがある。